# Désert d'Arabie
Ne doit pas être confondu avec Désert Arabique.
Le désert d'Arabie est un désert immense qui s'étend du Yémen à la Jordanie et l'Irak. Il occupe la majeure partie de l'Arabie, avec une superficie de 2 330 000 kilomètres carrés. En son centre est le Rub al-Khali, l'un des plus grands corps continus de sable dans le monde.
Gazelles, oryx, chats des sables et lézards fouette-queue sont quelques-unes des espèces désertiques adaptées qui survivent dans cet environnement extrême.
Le climat est sec, aride avec des précipitations tournant souvent autour de 100 mm mais rarement en dessous de 50 mm, et les températures oscillent entre les fortes chaleurs estivales et le gel nocturne en saison froide. Ce désert est remarquablement chaud en été, notamment dans les endroits situés en bordure du golfe Persique, golfe maritime extrêmement chaud et salé où les températures de la mer sont de loin les plus élevés au monde et peuvent même atteindre 38 °C.
Il fait partie du biome, ou écosystème, des déserts et broussailles xérophytes, et des écozones paléarctique et afrotropicale.
Cette écorégion a peu de biodiversité, bien que quelques plantes endémiques y poussent. De nombreuses espèces, dont la hyène rayée, le chacal et le blaireau, se sont éteintes dans cette zone à cause de la chasse, de l'empiétement humain et de la destruction des habitats. D'autres espèces ont été réintroduites avec succès, comme la gazelle des sables, et sont protégées dans un certain nombre de réserves.
Actuellement, le surpâturage par le bétail, la conduite hors route, la destruction de l'habitat humain sont les principales menaces pour cette écorégion désertique.

## Géographie et géologie
Détail des caractéristiques géologiques :
- le couloir de terrain sablonneux connu comme le désert d'ad-Dahna relie le grand désert du Nefoud (65 000 km2) dans le nord de l'Arabie saoudite au Rub al-Khali, dans le sud-est,
- l'escarpement de Tuwaiq, région de 800 km2, arc de falaises calcaires, de plateaux et de canyons,
- les salines saumâtres, dont les sables mouvants d'Umm al-Samim,
- les sables de Wahiba (Oman), une mer de sable isolée en bordure de la côte est,
- le Rub al-Khali, vaste bassin sédimentaire, allongé sur un axe nord-sud-ouest, continue le plateau arabique (1 000 mètres), dont les paysages rocheux cèdent la place à une vaste étendue de sable dont l'extrême sud atteint le centre du Yémen. Le sable repose sur des plaines de gravier ou de gypse, et les dunes atteignent des hauteurs maximales de 250 m. Les sables sont principalement des silicates, composés de 80 à 90 % de quartz et, pour le reste, de feldspath, dont l'oxyde de fer colore les grains de sable en orange, violet ou rouge.

Paysages
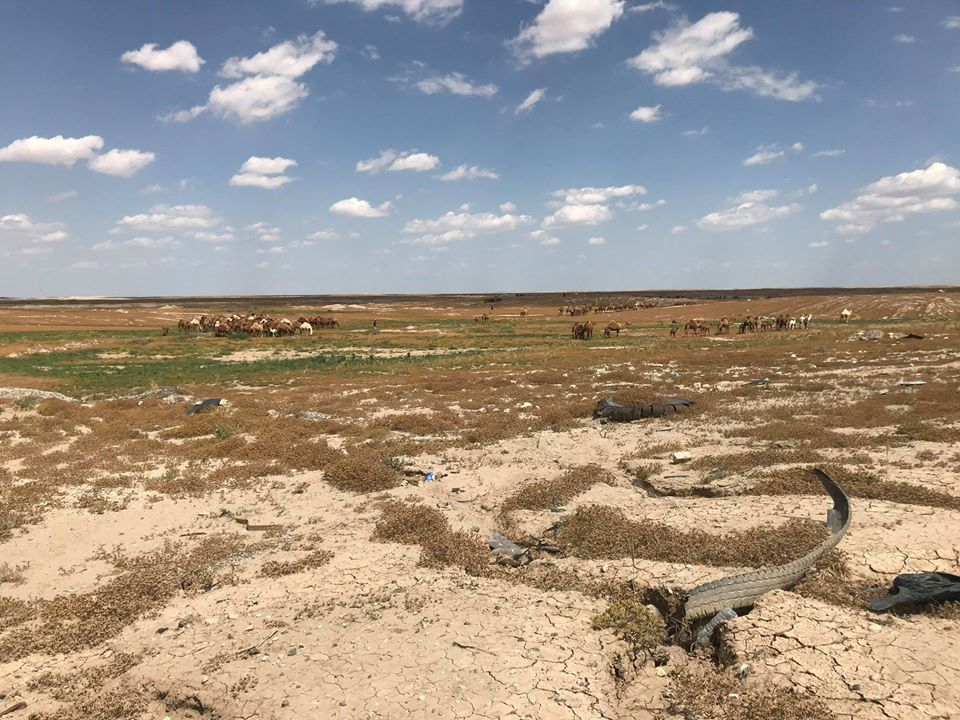
Troupeau de dromadaires près de Samawa (Irak) en 2019
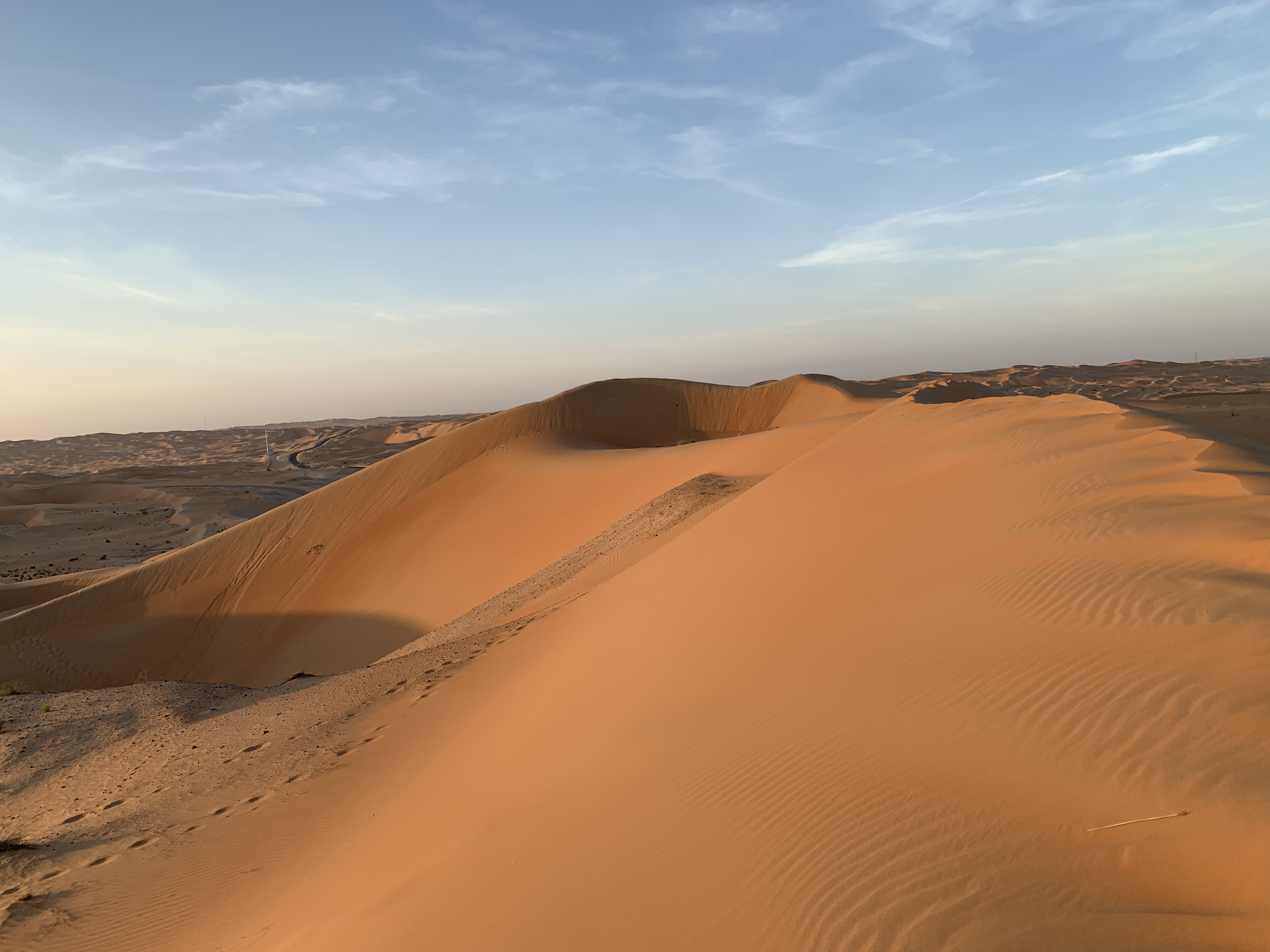
Dunes du Rub al-Khali dans l'ouest d'Abou Dabi en décembre 2021.
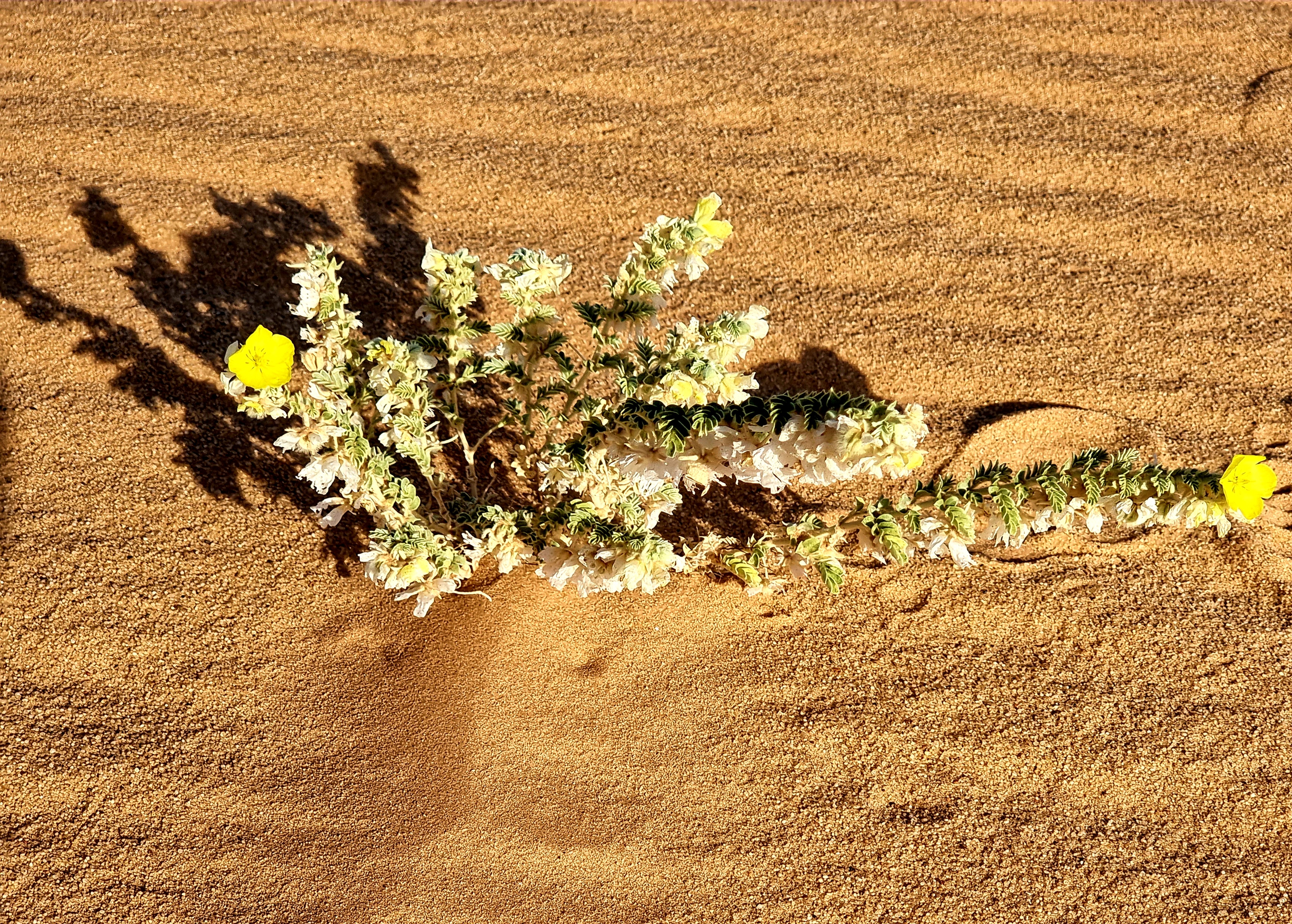
Végétation dans le sud du Rub al-Khali, en Arabie saoudite, en novembre 2021.

## Population humaine

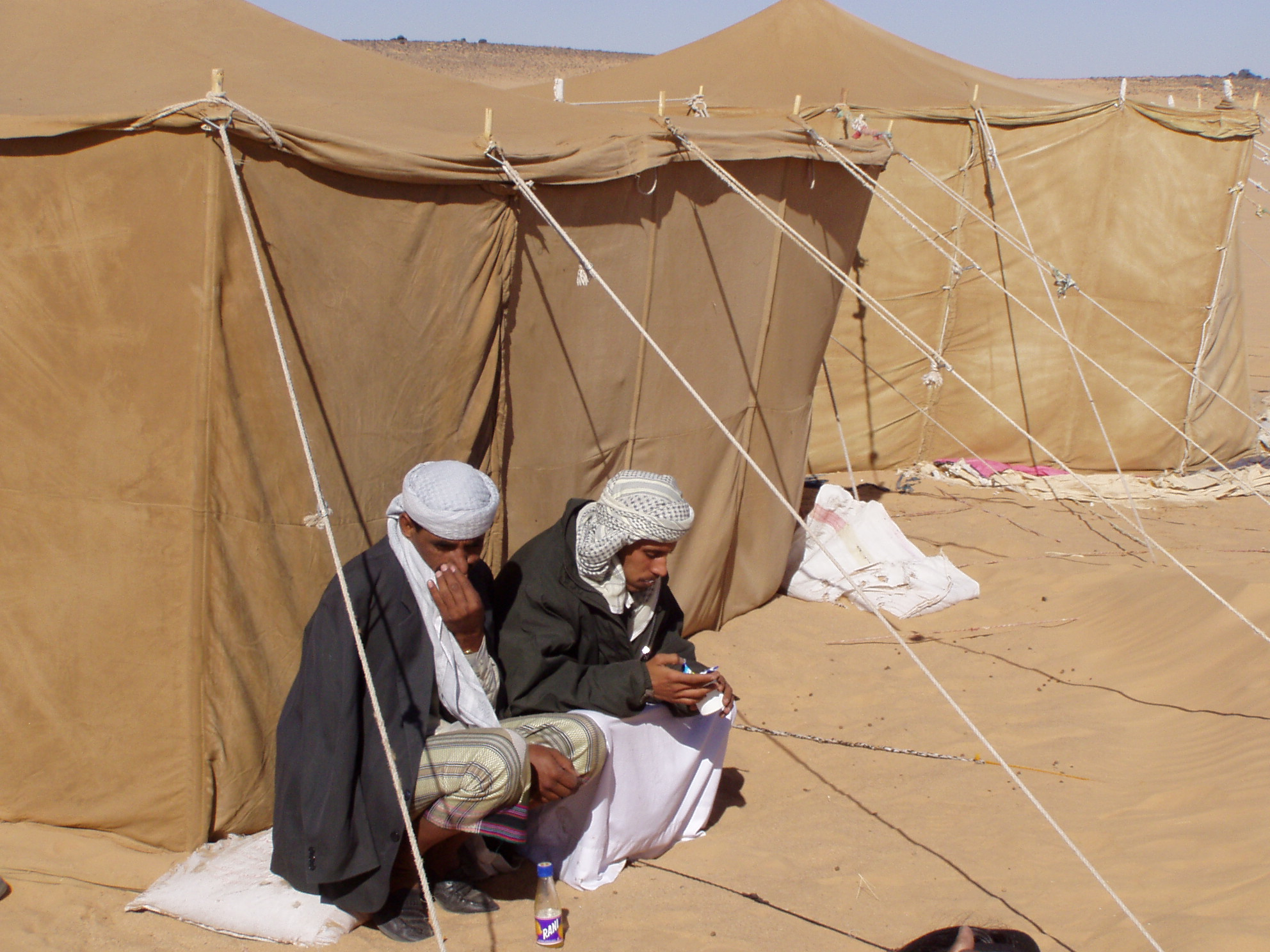
Bédouins du Rub al-Khali au Yémen en février 2008.

Le désert d'Arabie a la plus grande partie de sa superficie en Arabie saoudite, mais s'étend sur les pays voisins, l'Égypte (Sinaï), le sud de l'Irak et le sud de la Jordanie, au nord, comme au sud : Qatar, Émirats arabes unis (EAU). Le Rub al-Khali, la plus vaste étendue aride, traverse l'Arabie Saoudite, Oman et le Yémen oriental.
La région a été le foyer de populations de cultures diverses. L'islam est pratiquement la seule religion pratiquée par les autochtones, les Arabes le seul groupe ethnique et l'arabe la seule langue, sauf dans le Dhofar où persiste une petite population harsusi, du groupe sudarabique.

## Hydrocarbures
Historiquement, dans les années 1990, cette écorégion a été victime d'un énorme défi économique et environnemental, le sabotage d'installations pétrolières du Koweït provoquant de gigantesques déversements d'hydrocarbures et la libération de toxines dans l'atmosphère.
En janvier 1991 lors de la guerre du Golfe, les forces irakiennes ont déversé environ 1,7 million de m3 (11 millions de barils) de pétrole des réservoirs de stockage et des bateaux pétroliers directement dans le golfe Persique. En février, elles ont également détruit 1164 puits de pétrole koweïtiens. Il a fallu neuf mois pour éteindre les feux d'hydrocarbures. Ces déversements de pétrole ont contaminé 1 000 km de côtes du golfe Persique.
Le résultat de la pollution a été la mort de milliers d'oiseaux aquatiques et de graves dommages causés à l'écosystème aquatique du golfe Persique, particulièrement les crevettes, les tortues de mer, les dugongs, les baleines, les dauphins et diverses variétés de poissons.
Les puits endommagés ont également libéré 210 millions de m3 (1,3 milliard de barils) de pétrole dans le désert et les lacs artificiels (pour une surface totale de 49 kilomètres carrés), ce qui a contaminé le sol et les eaux souterraines.

## Activités militaires
Les armes utilisées par les États-Unis pendant la guerre du Golfe présentent également un risque énorme pour la stabilité de l'environnement de la région.
La circulation de colonnes de tanks dans les plaines désertiques peut perturber la stabilité fragile qui existe. En 1991, le mouvement des chars américains dans le désert a endommagé la couche supérieure de protection du sol du désert. En conséquence, une dune a été libérée, a commencé lentement de bouger, et pourrait à terme menacer la ville de Koweït.[réf. souhaitée]
L'utilisation de munitions radioactives à l'uranium appauvri par l’A-10 Warthog présenterait un risque de développement de cancers dans les populations et une source de contamination de l'eau. En 1991, les États-Unis et l'OTAN ont largué près de 300 tonnes d'uranium appauvri sur des cibles irakiennes. Les éclats résultant de l'explosion ont contaminé les sols environnants.

Guerres du désert
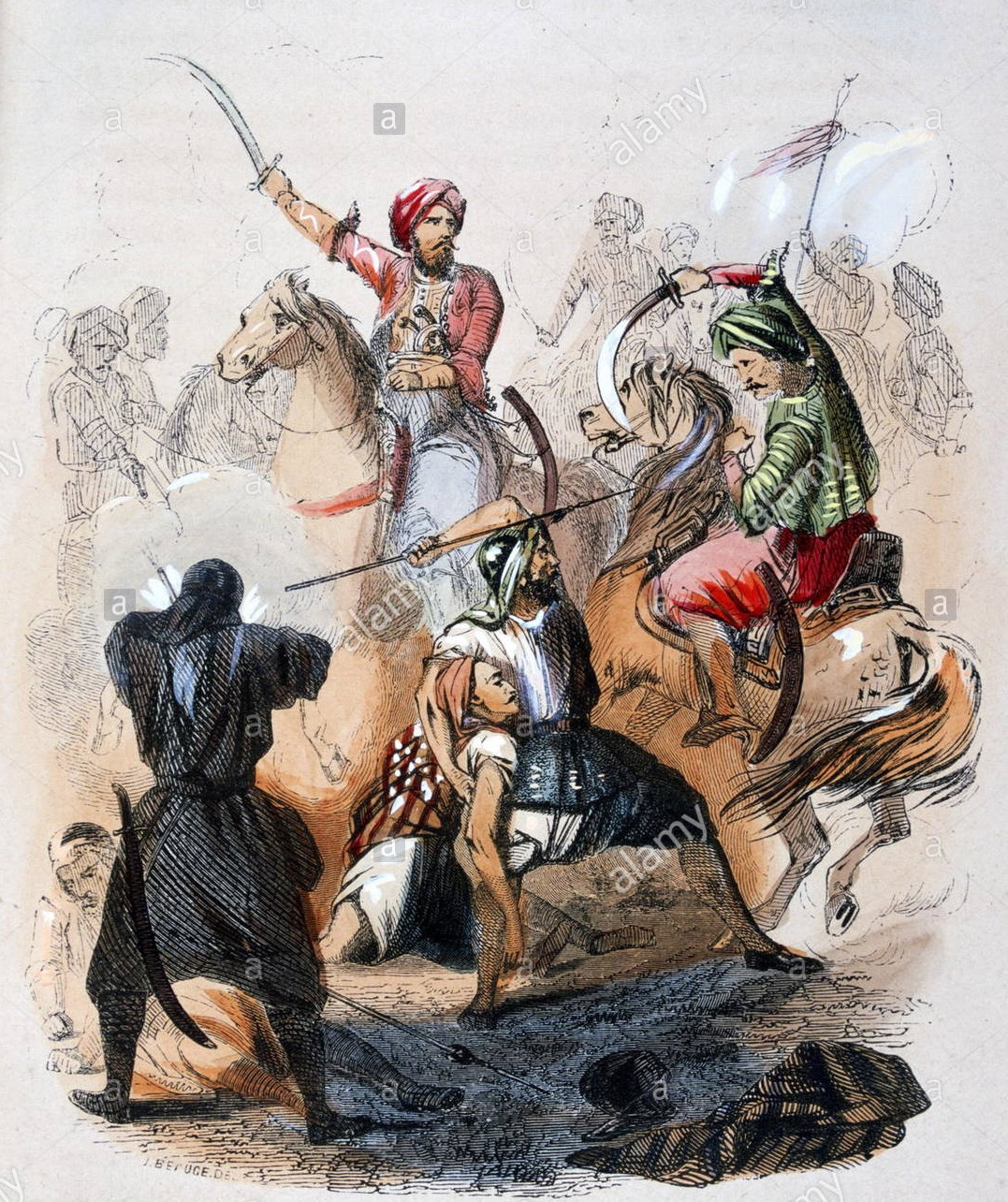
L'armée égyptienne d'Ibrahim Pacha pendant l'expédition du Najd en 1817-1818.
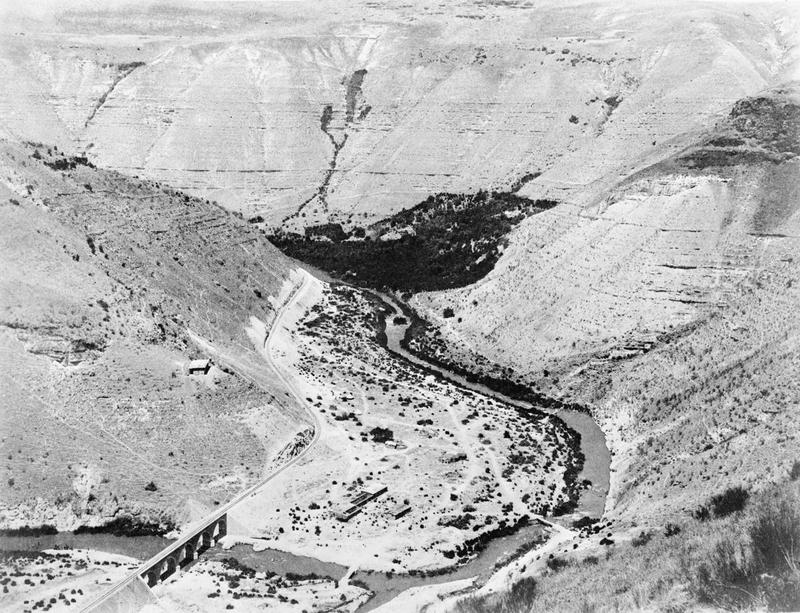
Le chemin de fer du Hedjaz, voie stratégique ottomane pendant la révolte arabe de 1916-1918.
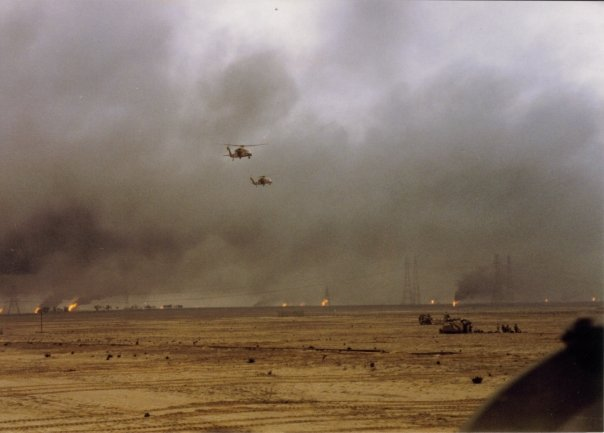
Forces américaines au-dessus du Koweït pendant la guerre du Golfe le 27 février 1991.
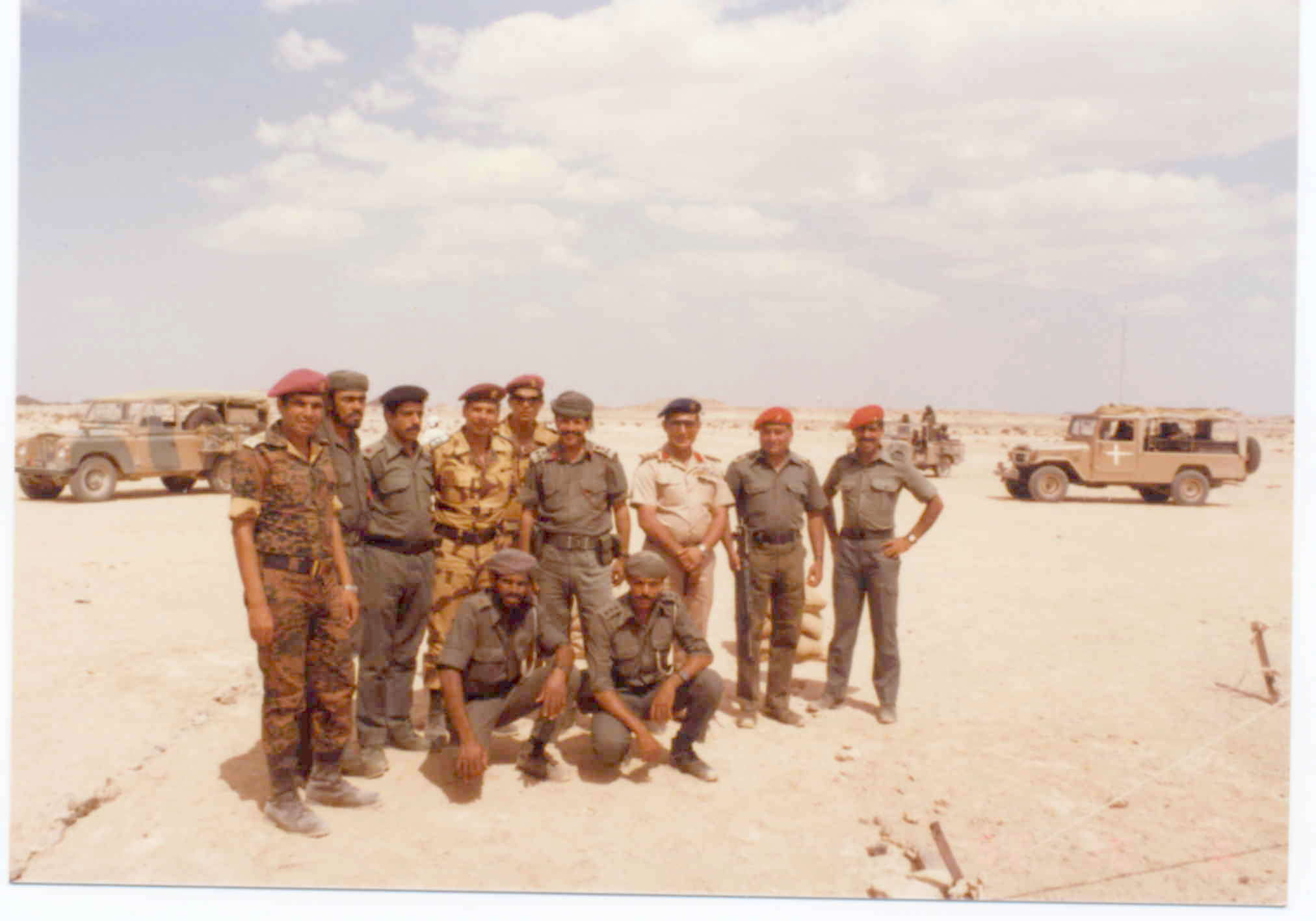
Militaires égyptiens et omanais en manœuvres communes dans le Dhofar en juillet 2007.

## Écologie et ressources naturelles
Les ressources minérales exploitées sont principalement les hydrocarbures (pétrole et gaz naturel), les phosphates, le soufre.
Le Rub'al-Khali a une diversité floristique très limitée : seulement 37 espèces enregistrées, 20 dans les zones de sable et 17 dans les marges extérieures. Parmi ces 37 espèces, seules une ou deux sont endémiques. La végétation, très diffuse, reste assez uniformément répartie, avec quelques interruptions venant de la proximité des dunes stériles.
Certaines plantes sont typiques :
- Calligonum crinitum sur les pentes des dunes,
- Cornulaca arabica (sel de brousse),
- Cyperus conglomeratus.

D'autres espèces sont répandues :
- Dipterygium glaucum,
- Limeum arabe,
- Zygophyllum mandavillei (Mandaville 1986)…

### Menaces écologiques
- Le surpâturage des chameaux et des chèvres, avec sédentarisation des Bédouins et augmentation de la taille des troupeaux,
- la destruction de l'habitat humain,
- les projets agricoles,
- la production pétrolière et gazière,
- les guerres et leurs conséquences.

### Préservation de l'environnement
L'état de conservation du désert est critique / en danger :
- les espèces menacées : oryx blanc, gazelle des sables, hyène rayée,
- les espèces déjà éteintes : chacal doré, blaireau à miel.

Il n'existe pas formellement de zone protégée (de taille suffisante). Certaines zones protégées sont prévues en Arabie saoudite et à Abu Dhabi.

Climat et environnement
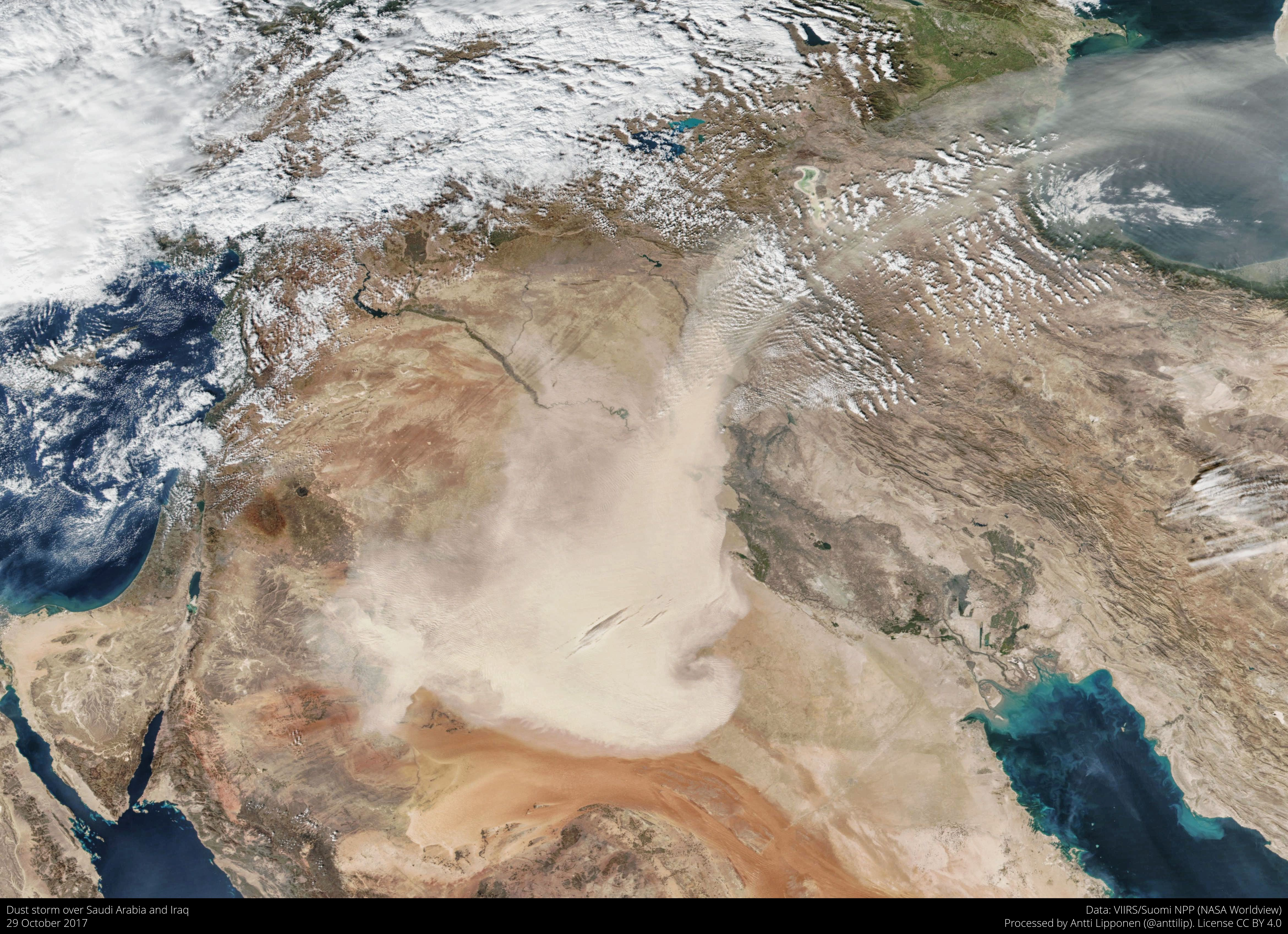
Tempête de sable sur l'Arabie saoudite et l'Irak le 29 octobre 2017.
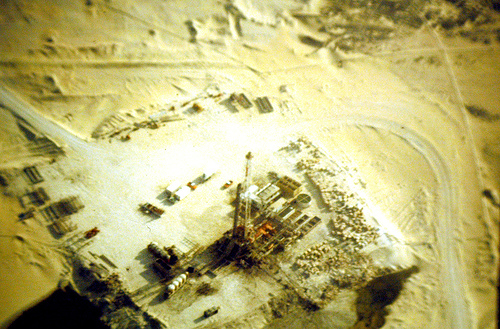
Champ pétrolier d'Abqaïq en Arabie saoudite dans les années 1970.
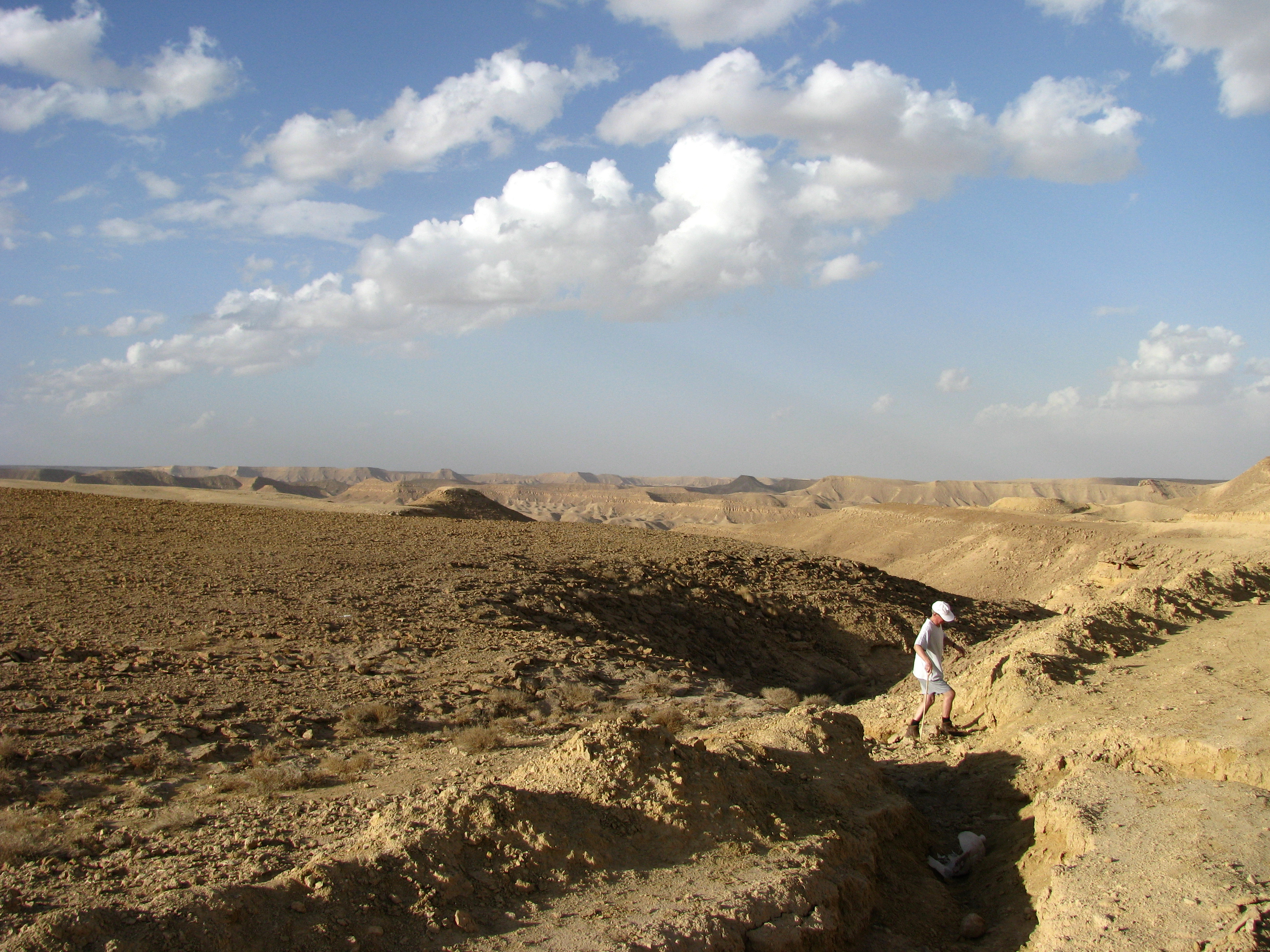
Rares nuages de pluie près de Riyad en octobre 2008.
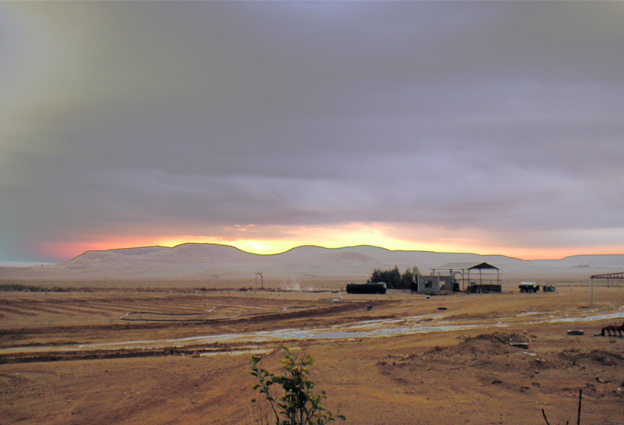
Ferme de Zammam dans le nord de l'Arabie saoudite en février 2007.
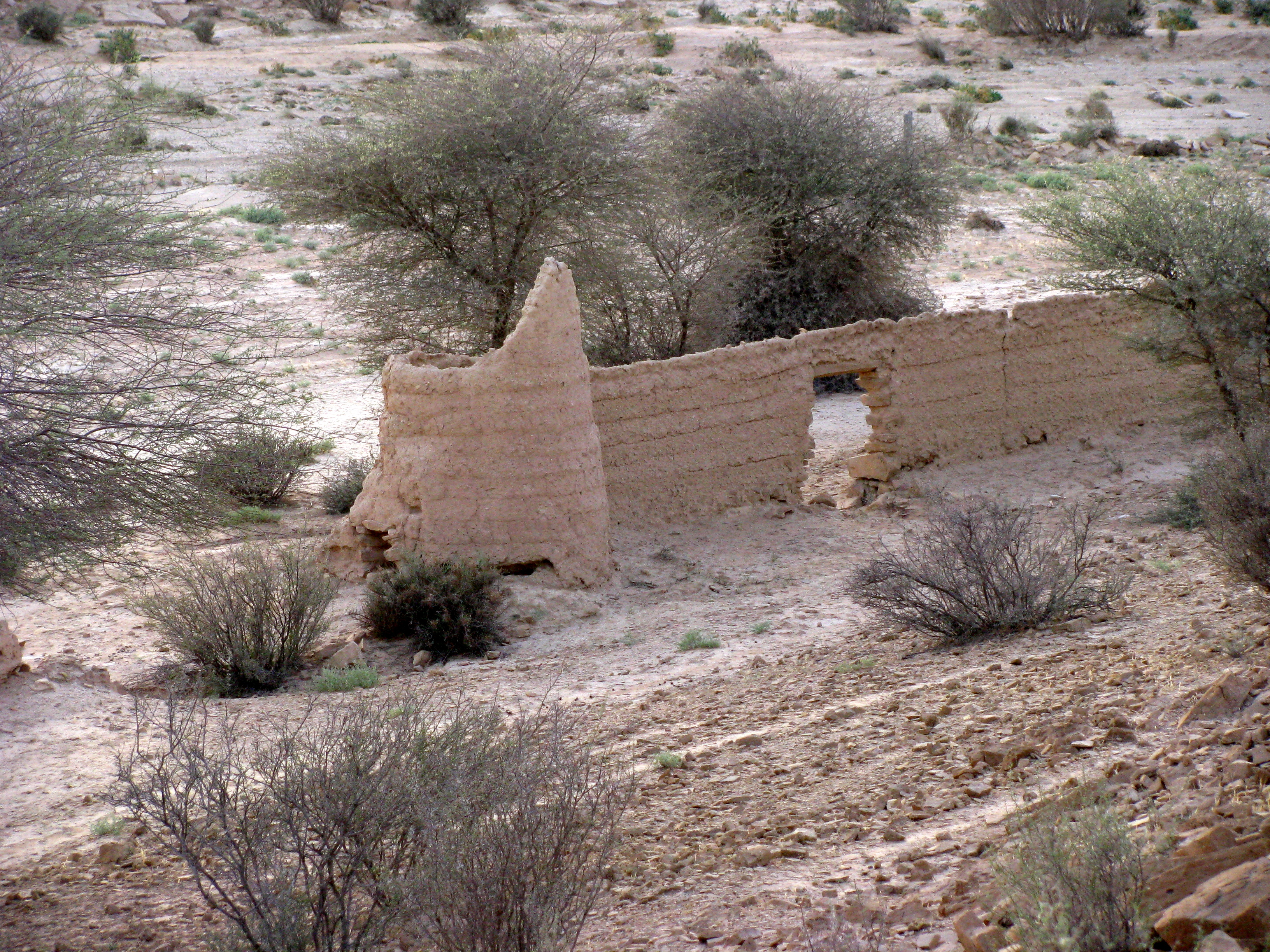
Ruines d'un ancien mur défensif en Arabie saoudite en juin 2009.
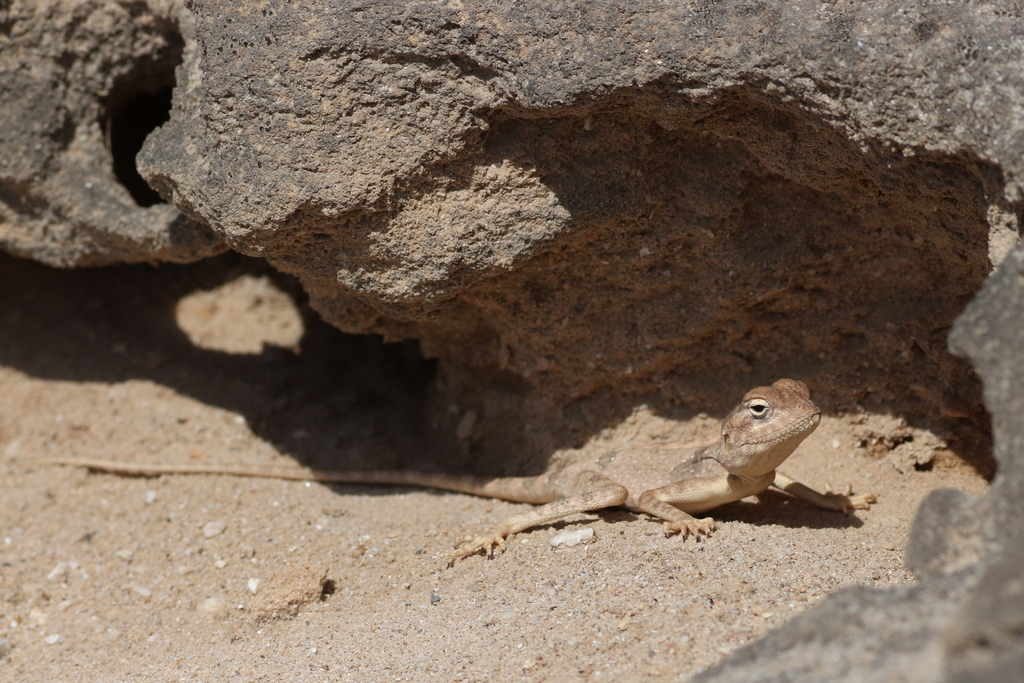
Lézard Pseudotrapelus dhofarensis dans le Dhofar en décembre 2019.